# 제이슨 므라즈
제이슨 토머스 므라즈(영어: Jason Thomas Mraz, 1977년 6월 23일 ~ )는 미국의 싱어송라이터이다. 2000년 샌디에고의 커피숍 공연을 통해 유명해지기 시작하여 2002년 히트 싱글 "The Remedy (I Won't Worry)가 담긴 데뷔 앨범 <Waiting for My Rocket to Come>을 내었고 2005년 두 번째 앨범 <Mr. A-Z>와 함께 대대적인 상업적 성공을 거둔다. 이 앨범은 빌보드 200 차트에 5위에 올랐으며 미국에서만 10만 장 이상이 팔렸다. 2008년 므라즈의 세 번째 앨범 《We Sing. We Dance. We Steal Things.》가 나오자마자 빌보드 200 차트 3위에 올랐고 히트곡 "I'm Yours"의 인기에 힘입어 전세계적인 인기를 얻게 된다. 이 곡은 빌보드 핫 100 차트의 6위에 오르면서 므라즈에게 첫 탑10 싱글의 영예를 안겨주었고 핫 100 차트에 76주간이나 머물렀다. 네 번째 앨범 <Love Is a Four Letter Word>는 빌보드 200 차트 2위에 오르면서 현재까지 그의 앨범 중 가장 높은 순위를 기록했다.
므라즈는 2개의 그래미상을 수상했고 또 2차례 다른 부문에 후보로 올랐었다. 또한 틴 초이스 어워드에서 두 번 수상했으며 이 외에도 피플스 초이스 어워드, 할 데이빗 송라이터 홀 오브 페임 어워드에서 수상했다. 20여개국에서 플래티넘과 멀티-플레티넘을 기록했고 북미, 남미, 유럽, 아시아, 호주, 중동, 아프리카 등지에서 공연을 가졌다. 2014년 7월 기준으로 므라즈는 7백만장의 앨범을 판매했으며 1천1백50만 건의 싱글들이 다운로드되었다. 리듬감에서부터 나이론 스트링 기타 사용에까지 그의 음악은 브라질 음악에 많은 영향을 받았다.

## 음반 목록

### 정규 음반
1. Waiting for My Rocket to Come (2002년)
2. Mr. A-Z (2005년)
3. We Sing. We Dance. We Steal Things. (2008년)
4. Love Is a Four-Letter Word (2012년)
5. YES! (2014년)
6. Know. (2018년)

### 비정규,라이브 음반
1. Jason Mraz Demonstration, A (1999년)
2. From the Cutting Room Floor (2001년)
3. Live at Java Joe's (2001년)
4. E Minor EP in F (2002년)
5. Sold out [In stereo] (2002년)
6. Tonight, Not Again - Live at the Eagles Ballroom (2004년)
7. Extra Credit EP (2005년)
8. Jimmy Kimmel Live - Jason Mraz EP (2005년)
9. Wordplay [Single EP] (2005년)
10. Geekin' Out Across the Galaxy (2006년)
11. Live at Rotown on 2007 (2007년)
12. Selection for Friends (2007년)
13. We Sing. [Single EP] (2008년)
14. We Dance. [Single EP] (2008년)
15. We Steal Things. [Single EP](2008년)
16. iTunes Live - London Sessions (2008년)
17. World Cafe Live - Music, Magic & Make Peace tour (2008년)
18. Beautiful Mess Live on Earth (2009년)
19. Life Is Good EP (2010년)
20. I Won't Give Up (2012년)

## 텔레비전 출연

### 대한민국
- EBS 스페이스 공감 (2006)
- SBS K팝스타 4 (2015)

### 영국
- BBC MUSIC TIME (2013)

## 수상 목록
- 2002 샌디에이고 뮤직 어워드
  - 베스트 어쿠스틱상
- 2003 샌디에이고 뮤직 어워드
  - 올해의 노래상
  - 올해의 아티스트상
- 2010 그래미상
  - 최우수 남성 팝 보컬상
  - 최우수 팝 보컬 협연상